# Cerro Socapampa
Cerro Socapampa är ett berg i Bolivia.   Det ligger i departementet Chuquisaca, i den centrala delen av landet, 12 km sydväst om huvudstaden Sucre. Toppen på Cerro Socapampa är 3 242 meter över havet, eller 20 meter över den omgivande terrängen. Bredden vid basen är 0,19 km. Cerro Socapampa ingår i Serranías de Maragua.
Terrängen runt Cerro Socapampa är kuperad åt nordost, men åt sydväst är den bergig. Runt Cerro Socapampa är det ganska tätbefolkat, med 72 invånare per kvadratkilometer.. Närmaste större samhälle är Sucre, 11,6 km nordost om Cerro Socapampa. 
Omgivningarna runt Cerro Socapampa är i huvudsak ett öppet busklandskap.